# シェヘラザード (小惑星)
シェヘラザード (643 Scheherezade) は小惑星帯に位置する小惑星。ドイツの天文学者アウグスト・コプフにより発見された。
アラビア語の説話集『千夜一夜物語』において、1000の物語を王に語って聞かせたという王妃、シェヘラザードの名前に因んで命名された。